# 王保身
王保身（1907年5月5日—1967年5月15日），字爲民，浙江蕭山（今杭州市蕭山區）人，中華民國政治人物，畢業於中央黨務學校，曾任中國國民黨中央執行委員會調查統計局督查室主任、中華民國內務部調查局副局長、兼任祕書等職務。1949年去臺灣。擔任中華民國第一屆國民大會蕭山縣代表。

## 生平
王保身，蕭山龛山（今作坎山）人，生於光緒三十三年三月二十三日（1907年5月5日）。先後畢業於蕭山三小、紹興五中、杭州一中，上海復旦大學肄業。1928年6月畢業於中央黨務學校。
1928年起任黨務工作，歷任中國國民黨河北省黨部常務委員、武長株萍路特別黨部常務委員、正太路特別黨務常務委員、隴海路特別黨務委員兼書記長、第六部特種工作團第五團團長、人才調劑協會調查研究組長兼供養組組長、國民政府教育部戰區教育指導委員會委員兼組主任、教育部特派平津冀察戰區教育督導專員、國民黨中央調查統計局督查室主任等職。
1949年，任內政部調查局副局長，後前往台灣。1954年1月，因原蕭山縣國民大會代表金世恩逝世，遞補爲國民大會代表。
1967年5月15日，患腸潰症病逝於臺北市宏恩醫院，享壽六十一歲。國民大會代表一職由陳志良遞補。
王保身夫人沈仲清女士，蕭山龛山人，生於光緒三十二年十二月二十九日（1907年2月11日），1986年返回龛山居住，1995年6月27日病逝。

## 履歷
- 1929年8月 中國國民黨河北省黨部常務委員
- 1946年 中央執行委員會調查統計局督查室主任
- 1947年8月 中央執行委員會黨員通訊局督查室主任
- 1949年 內政部調查局副局長
- 內政部簡任祕書